# Tình xưa xa rồi
"Tình xưa xa rồi" (nhan đề gốc: ブランデーグラス , chuyển tự Latinh: "Burandē gurasu", tạm dịch: "Ly rượu") là một bài hát của Nhật Bản, được ca sĩ Ishihara Yūjirō thu âm và phát hành đĩa đơn lần đầu vào ngày 21 tháng 4 năm 1977. Bài hát do Kotani Mitsuru (小谷充) viết nhạc và hòa âm; Yamaguchi Yōko (山口洋子) viết lời. Ca khúc xếp hạng 11 trên bảng xếp hạng Oricon của Nhật Bản và đứng ở Top 100 trong vòng 65 tuần.
Nhạc sĩ Nhật Ngân đặt lời tiếng Việt cho bài này dưới nhan đề "Tình xưa xa rồi". Một số giọng ca từng biểu diễn bài này là Ngọc Lan, Khánh Hà, Diệp Thanh Thanh,...